# Fort Minor
Fort Minor ist ein Alternative-Hip-Hop-Projekt des amerikanischen Musikers Mike Shinoda.

## Geschichte

### The Rising Tiedund Auszeit (2004–2014)
2005 veröffentlichte Shinoda das Mixtape We Major, das vor allem B-Seiten und Remix-Versionen enthält, als Gratis-Download, um das Debütalbum The Rising Tied zu promoten. Der Name basiert auf Kanye Wests gleichnamigen Song, der wiederum auf zwei Tracks aus dem Mixtape gesamplet wird.
Auf The Rising Tied wurde der Linkin Park-MC unter anderem von Jay-Z (Co-Produzent), Styles of Beyond, Common, John Legend, Skylar Grey, Kenna und seinem Bandkollegen von Linkin Park, Joe Hahn, unterstützt. Mike Shinoda singt den größten Teil selbst, an vielen Songs sind aber auch Ryan Maginn (Ryu) und Takbir Bashir (Tak) beteiligt, unterstützt von Colton Fisher (DJ Cheapshot). Mike Shinoda produzierte, mixte und schrieb alle Songs auf dem ersten Album selbst. Außerdem spielt er die meisten Instrumente, die zu hören sind.
Seit August 2006 gab es keine weiteren Auftritte mehr, da sich Shinoda nun wieder auf sein Hauptprojekt Linkin Park konzentrierte, das 2007 das dritte Studioalbum Minutes to Midnight veröffentlichte.
2012 sagte Mike Shinoda, nach dem sechsten Studioalbum von Linkin Park sei eine Fortführung von Fort Minor denkbar. Am 25. Oktober 2013 erschien auf dem Remix-Album Recharged von Linkin Park der Titel Skin to Bone (Nick Catchdubs Remix feat. Cody B. Ware & Ryu), in welchem Ryu von Styles of Beyond folgendes rappt:

„Fort Minor: We Major; let’s take it to phase II / The mission isn’t finished yet / I’ve been on the internet / Hearin’ fans talk and maybe we should consider it.“

„Fort Minor: We Major; bringen wir es zum zweiten Teil / Die Mission ist noch nicht erfüllt / Ich war im Internet / [Ich] hörte Fans reden und vielleicht sollten wir es in Erwägung ziehen.“

### Solo-Comeback und erneute Auszeit (2015-heute)
Im Juni 2015 tauchten auf verschiedenen Social-Media-Plattformen erste Anzeichen einer Rückkehr von Fort Minor auf. Daraufhin wurde eine neue Homepage vorgestellt. Es folgte ein Gastauftritt in der Late-Night-Show Conan.
Schließlich feierte Fort Minor sein Comeback mit der Single Welcome, welches als erstes 360°-Musikvideo auf YouTube zur Verfügung steht.
Am 29. Juni 2015 trat Mike Shinoda in Los Angeles auf, die erste Liveshow von Fort Minor seit neun Jahren.
Zusätzlich folgten auch Konzerte in Kopenhagen, Berlin und Düsseldorf im August und September.

## Erfolge
Mike Shinoda gewann bei den MTV Video Music Awards 2006 einen Moonman für den Song Where’d You Go in der Kategorie „Ringtone of the Year“.

## Diskografie

### Studioalben
- 2005: The Rising Tied

### Mixtapes
- 2005: Sampler Mixtape
- 2005: We Major (DJ Green Lantern presents Fort Minor: We Major) (Promo-Mixtape für The Rising Tied, als Gratis-Download veröffentlicht)

### EPs
- 2006: Sessions@AOL
- 2006: Militia EP
- 2023: Evolution of Mike Shinoda

### Singles
- 2005: Petrified / Remember the Name (UK: Platin)
- 2005: Believe Me
- 2006: Where’d You Go
- 2015: Welcome

## Auszeichnungen für Musikverkäufe
| Goldene Schallplatte - Australien - 2005: für das Album The Rising Tied - Dänemark - 2013: für das Streaming Remember the Name - 2020: für die Single Remember the Name - Japan - 2006: für das Album The Rising Tied - Neuseeland - 2018: für das Album The Rising Tied - Spanien - 2024: für die Single Remember the Name | 2× Platin-Schallplatte - Neuseeland - 2024: für die Single Remember the Name |

Anmerkung: Auszeichnungen in Ländern aus den Charttabellen bzw. Chartboxen sind in ebendiesen zu finden.
| Land/RegionAuszeichnungen für Musikverkäufe (Land/Region, Auszeichnungen, Verkäufe, Quellen) | Gold     | Platin     | Verkäufe  | Quellen             |
| -------------------------------------------------------------------------------------------- | -------- | ---------- | --------- | ------------------- |
| Australien (ARIA)                                                                            | Gold1    | —          | 35.000    | aria.com.au         |
| Dänemark (IFPI)                                                                              | 2× Gold2 | —          | 45.000    | ifpi.dk             |
| Japan (RIAJ)                                                                                 | Gold1    | —          | 100.000   | riaj.or.jp          |
| Neuseeland (RMNZ)                                                                            | Gold1    | 2× Platin2 | 67.500    | radioscope.co.nz    |
| Spanien (Promusicae)                                                                         | Gold1    | —          | 30.000    | elportaldemusica.es |
| Vereinigte Staaten (RIAA)                                                                    | Gold1    | 6× Platin6 | 6.500.000 | riaa.com            |
| Vereinigtes Königreich (BPI)                                                                 | —        | Platin1    | 600.000   | bpi.co.uk           |
| Insgesamt                                                                                    | 7× Gold7 | 9× Platin9 |           |                     |